# 孕诺二烯醇
孕诺二烯醇（INN：gestadienol，化学名：6-脱氢-17α-羟基19-去甲孕酮），是一种有机化合物，分子式为C20H26O3，属于19-去甲孕酮型孕激素，从未上市销售。